# إعادة توطين المها العربي

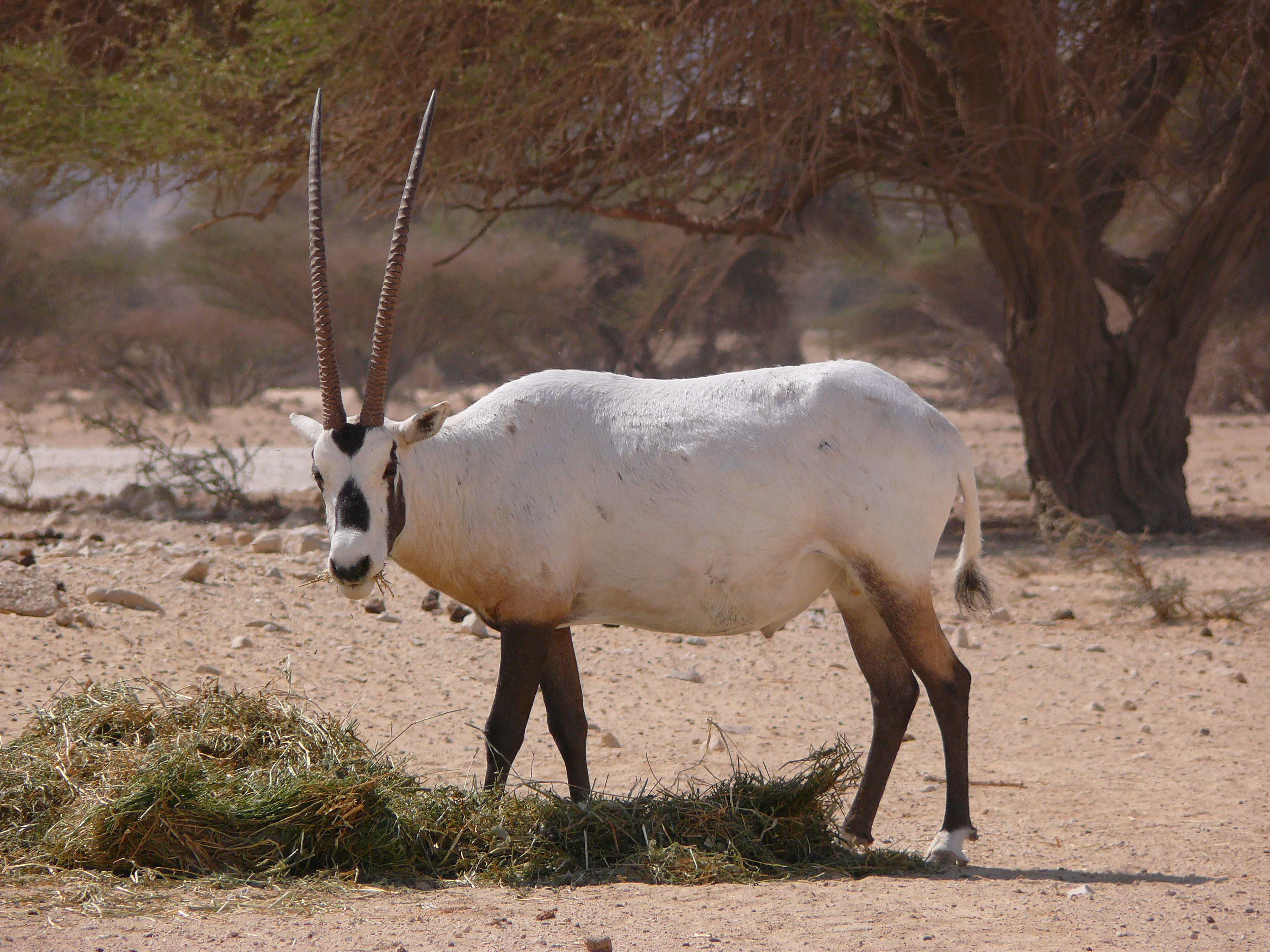
المها العربي في فلسطين

انقرض المها العربي (Oryx leucoryx)، المعروف أيضًا باسم المها الأبيض، من البرية اعتبارًا من عام 1972، ولكن تم إعادة توطينه بدءًا من عام 1982. تمت إعادة الإدخال الأولي بشكل أساسي من قطعتين: «القطيع العالمي» بدأ في حديقة حيوان فينيكس في عام 1963 من تسعة فقط  وبدأ قطيع المملكة العربية السعودية في عام 1986 من مجموعات خاصة وبعض «القطيع العالمي» من قبل مركز أبحاث الحياة البرية السعودي الوطني (NWRC). اعتبارًا من عام 2009، كانت هناك عمليات إعادة إدخال في عُمان والمملكة العربية السعودية و فلسطين والإمارات العربية المتحدة والأردن، واعتبارًا من عام 2013، تصنف القائمة الحمراء للاتحاد الدولي لحفظ الطبيعة الأنواع على أنها ضعيفة.

## انخفاض الأنواع
عُرف أن المها العربي آخذ في التدهور منذ أوائل القرن العشرين في شبه الجزيرة العربية. بحلول عام 1930، كان هناك مجموعتان منفصلتان عن بعضهما البعض. في عام 1960، ذكر لي تالبوت أن المها العربي يبدو أنه قد انقرض في نطاقه السابق على طول الحافة الجنوبية للربع الخالي. وأعرب عن اعتقاده أن أي مها لا يزال موجودًا سيتم إبادته في غضون السنوات القليلة المقبلة وأوصى ببدء برنامج تربية أسيرة لإنقاذ هذا النوع. لفت مايكل كراوتش، مستشار المستشار المساعد في محمية عدن الشرقية، الانتباه إلى حقيقة أنه في كل ربيع، كانت مجموعات صغيرة من المها لا تزال تظهر على السهول الحصوية في الركن الشمالي الشرقي من المحمية، حيث كان يعتقد أن محاولة الأسر ستكون ممكنة.

## إعادة التوطين
بدأت عمليات إعادة التوطين في عام 1982 في عمان. اعتبارًا من عام 2009، كانت هناك عمليات إعادة تقديم في عمان والمملكة العربية السعودية والفلسطين والإمارات العربية المتحدة والأردن. في هذا الوقت، لا يزال السكان في الإمارات العربية المتحدة والأردن غير مدرجين في القائمة الحمراء للاتحاد الدولي للحفاظ على الطبيعة (IUCN). لا يزال السكان في عمان يتلقون الأعلاف التكميلية، وكان التوطين في الأردن بعد التحديث الأخير للقائمة الحمراء.

### سلطنة عمان
بحلول عام 1980، زاد عدد المها العربي في الأسر لدرجة أن محاولة إعادة إدخالها إلى عمان كانت من منتزه سان دييغو للحيوانات البرية إلى جالوني في جدة الحراسيس. تم الاحتفاظ بالمها في البداية في حظائر كبيرة في الهواء الطلق، ولكن تم إطلاقها في البرية في 31 يناير 1982، في الصحراء الوسطى العمانية والتلال الساحلية.
أصبحت هذه المها جوهر قطيع عمان في البرية، على الرغم من وجود العديد من عمليات إطلاق الحيوانات المرباة في الأسر خلال العقدين التاليين. أصبحت منطقة إطلاق سراحهم محمية المها العربي.
في 28 يونيو 2007، كانت محمية المها العربي في عمان أول موقع تمت إزالته من قائمة اليونسكو للتراث العالمي. واستشهدت منظمة اليونسكو بقرار الحكومة العمانية بفتح 90٪ من الموقع للتنقيب عن النفط باعتباره السبب الرئيسي لهذا القرار. انخفض عدد المها العربي في الموقع من 450 مها في عام 1996 إلى 65 فقط في عام 2007، ويرجع ذلك في الغالب إلى الصيد الجائر والقبض غير القانوني على الأحياء. يوجد الآن أقل من أربعة أزواج تربية متبقية في الموقع.

### المملكة العربية السعودية
بدأت التربية الأسيرة المنظمة للمها العربي في المملكة العربية السعودية في أبريل 1986، عندما تم إحضار 57 مها من مزرعة الملك الراحل خالد بن عبد العزيز في الثمامة (الآن مركز الملك خالد لأبحاث الحياة البرية أو KKWRC) إلى مركز أبحاث الحياة البرية السعودي الوطني (NWRC) بالقرب من الطائف.
بين التأسيس الأولي عام 1986 وعام 1996، تم إدخال 33 مها إضافيًا (بما في ذلك بعض من «القطيع العالمي») إلى الجيل المؤسس للمها العربي في NWRC. منذ عام 1996، تمت جميع الإضافات عن طريق المواليد.
بدأت إعادة توطين الحيوانات البرية في عام 1995 في محمية عروق بني معارض. يغطي الاحتياطي حوالي 12,000 كيلومتر مربع (4,600 ميل2) على الحافة الغربية لصحراء الربع الخالي أو «الربع الخالي». اعتبارًا من عام 2009، قدرت القائمة الحمراء للاتحاد الدولي لحفظ الطبيعة عدد المها في هذه المحمية بـ 160 فردًا.
تم إنشاء قطيع حر في محمية محازة الصيد عام 1989. هذه المحمية ذات 2,244 كيلومتر مربع (866 ميل2) هي محمية مسيجة تعد موطن لإعادة إدخال المها والغزال والحبارى. اعتبارًا من عام 2009، قدرت القائمة الحمراء للاتحاد الدولي لحفظ الطبيعة عدد المها في هذه المحمية بحوالي 800 فرد. هناك حاليًا بعض الجدل حول ما إذا كان ينبغي اعتبار الحيوانات في هذه المحمية «برية».

### إسرائيل
تم إنشاء برنامج إعادة التوطين في إسرائيل في عام 1978 عندما تم شراء أربعة أزواج من المها العربي.  في هذا الوقت، أبلغ الكتاب الأحمر الصادر عن الاتحاد الدولي لحفظ الطبيعة عن وجود تجمعات برية يبلغ مجموعها 90-100 حيوان في 3 مواقع في شمال وادي عربة وصحراء النقب. اعتبارًا من عام 2014، كان هناك حوالي 130 حيوانًا في ارفاه، وفي عام 2013 بدأوا في الانتشار إلى وسط النقب ويتزايد عددهم. بالإضافة إلى الزيادة الطبيعية في عدد المها، يتم إطلاق حوالي ستة حيوانات كل عام في البرية في إسرائيل. إسرائيل هي الدولة الوحيدة التي أعيد فيها المها العربي حيث يمكن فرض حظر الصيد الجائر، ولهذا ينمو المها سنويًا. بصرف النظر عن عشائر المها البري في إسرائيل، هناك بضع عشرات من المها في محمية Yotvata Hai-Bar الطبيعية، وعدد قليل من الأزواج المتكاثرون في حديقة الحيوانات التوراتية في القدس وقطيع صغير في سفاري رمات غان. إن إعادة إدخال المها في إسرائيل هو أحد البرامج الناجحة القليلة التي تعيد إدخال الحيوانات إلى الطبيعة في إسرائيل. البعض الآخر يشمل إدخال onager الفارسي (وكيل للناجر السوري المنقرض)، وإعادة تقديم الغزلان الفارسية الناجح للغاية.

### الإمارات العربية المتحدة
في أوائل الستينيات من القرن الماضي، وجه الشيخ زايد بن سلطان آل نهيان عملية أسر زوجين من المها من أجل نواة برنامج تربية في الأسر في العين، مما سيؤدي إلى تشكيل حديقة الحيوان في المدينة. في عام 2007، بدأت الإمارات العربية المتحدة في إطلاق الحيوانات في أم الزمل. اعتبارًا من عام 2009، تم إطلاق حوالي 100 حيوان. وكجزء من هذه المبادرة، يتم تطوير برنامج مماثل لإعادة إدخال هذه الأنواع المنقرضة إلى موائلها الطبيعية في اليمن والعراق.
منذ مارس 1999، استضافت إمارة أبوظبي هيئة حكومية دولية تُعرف باسم اللجنة التنسيقية للحفاظ على المها العربي، والتي تشرف على تنسيق جهود الحفاظ على هذا النوع داخل شبه الجزيرة العربية. في عام 2012، أجرت GSCAO مسحًا لمرض المها العربي بتمويل من هيئة البيئة - أبوظبي (EAD) ، في دول النطاق.
يتم إطلاق المها العربي بشكل دوري في المناطق المحمية، مثل محمية قصر السراب. اعتبارًا من عام 2017، تشير التقديرات إلى أن حوالي 10000 مها عربي، منها 5000 مها في أبو ظبي، موجودة حاليًا في الإمارات العربية المتحدة. 

### الأردن
بدأ مشروع إعادة التقديم للأردن عام 1978 باستقبال 8 افراد من المها العربي من حديقة حيوانات سان ديغو وتم الاحتفاظ بالافراد في محمية الشومري للاحياء البرية والتي تديرها الجمعية الملكية لحماية الطبيعة، وهذا البرنامج يعتبر الثاني على مستوى العالم في برامج إعادة التوطين للمها العربي بعد دولة الإمارات.عندما وقعت هيئة البيئة - أبو ظبي (EAD) وسلطة منطقة العقبة الاقتصادية الخاصة اتفاقية رعاية في أبريل 2007. وبموجب هذه الاتفاقية، ترعى هيئة البيئة - أبوظبي مشروع المليون الذي يمتد لثلاث سنوات والذي يتضمن إعادة إدخال المها العربي في منطقة وادي رم المحمية، وإعادة تأهيل الموطن ومساعدة السكان المحليين على تحسين مستويات معيشتهم.
تم إطلاق عشرين من المها (12 ذكور و 8 إناث) في منطقة وادي رم المحمية في يوليو 2009. 

## الحالة الحالية
في عام 1986، ونتيجة لجهود إعادة الإدخال، أعاد الاتحاد الدولي لحفظ الطبيعة إدراج المها العربي من حالة الانقراض في البرية إلى المهددة بالانقراض. بحلول عام 2009، كان المها العربي محميًا بموجب القانون في جميع المناطق التي يظهر فيها.
في يونيو 2011، أعيد إدراج المها العربي على أنه ضعيف من قبل القائمة الحمراء للاتحاد الدولي لحفظ الطبيعة. يقدر الاتحاد الدولي لحفظ الطبيعة أن هناك أكثر من 1000 مها عربي في البرية، مع 6000-7000 محتجز في الأسر في جميع أنحاء العالم في حدائق الحيوان والمحميات والمجموعات الخاصة. بعضها في حاويات مسيجة كبيرة (التجوال المجاني)، بما في ذلك تلك الموجودة في سوريا (التليلة) والبحرين وقطر والإمارات العربية المتحدة. هذه هي المرة الأولى التي يعيد فيها الاتحاد الدولي لحفظ الطبيعة تصنيف الأنواع على أنها معرضة للخطر بعد أن تم إدراجها على أنها منقرضة في البرية. المها العربي مدرج أيضًا في CITES الملحق الأول.

## روابط خارجية
- أرشيف مشروع المها العربي (عمان) تم استرجاعه في 21 يونيو 2011
- برنامج الحفاظ على المها العربي في المملكة العربية السعودية تم استرجاعه في 21 يونيو 2011
- موقع ARKive على الويب (المها العربي) تم استرجاعه في 25 سبتمبر 2009
- الاتحاد الدولي لحفظ الطبيعة والموارد الطبيعية (IUCN) موقع القائمة الحمراء على الويب تم استرجاعه في 25 سبتمبر 2009